# Fournier RF-10
Pour les articles homonymes, voir Fournier.

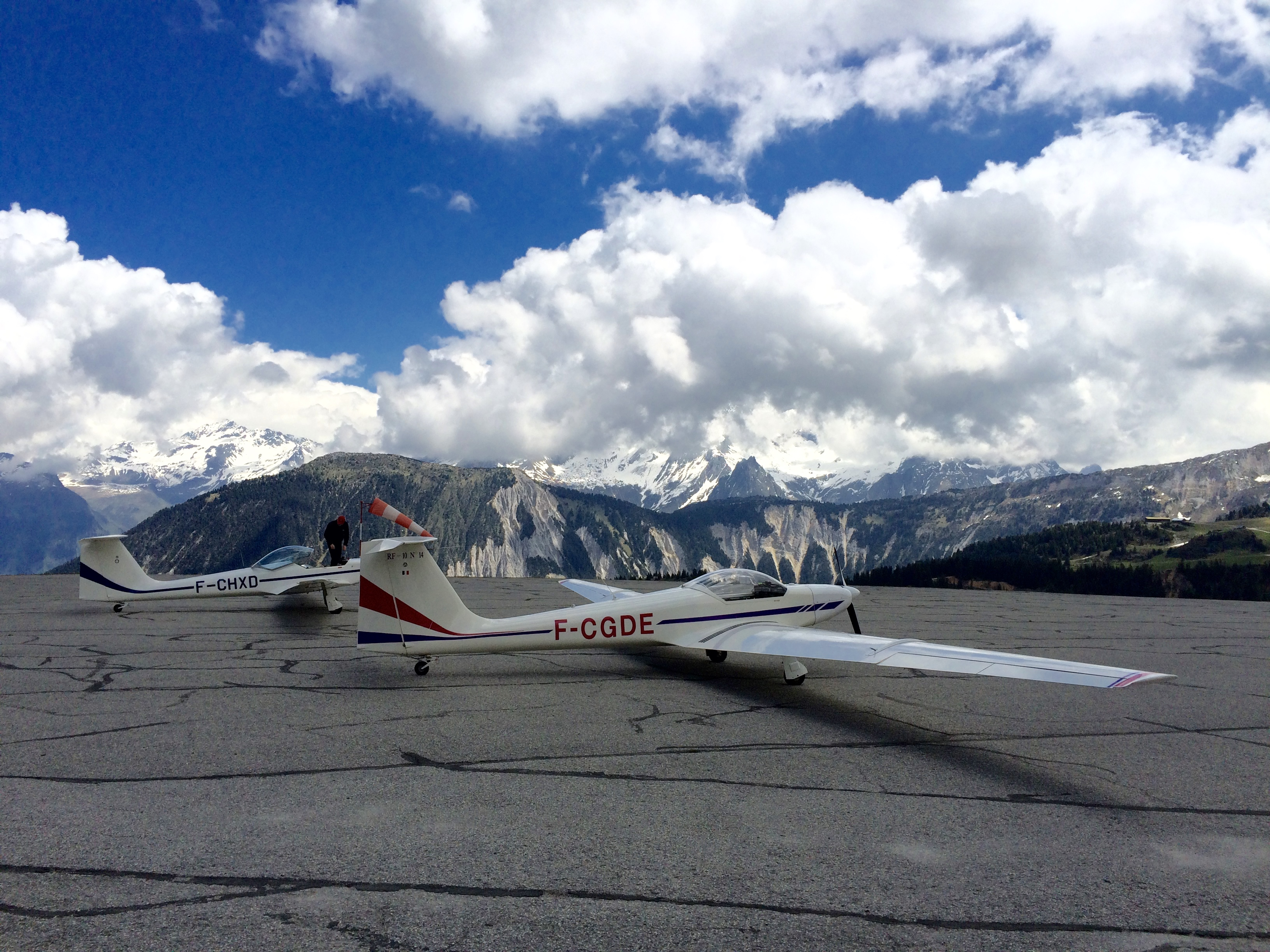

Le Fournier RF-10 est un motoplaneur biplace côte à côte français qui a obtenu sa certification en 1984.

## Le dernier motoplaneur Fournier
C'est un appareil directement dérivé du Fournier RF-9, dont il se distingue pourtant, outre le mode de construction, par un empennage en T.
Les prototypes 1 à 3 ayant néanmoins un empennage cruciforme, le no 1 a été détruit lors des essais en vol, le no 3 jamais terminé, il ne reste plus que le no 2 en état de vol, fidèle à l'esprit de René Fournier.
Il est apparu sur le marché en même temps que d’autres motoplaneurs, dont le Grob G 109 (en). 14 exemplaires seulement ont été construits à Marmande en 1984, dont 4 pour l'aviation militaire portugaise.
Sur le RF-10 no 11, doté d’une voilure renforcée pour pouvoir emporter du matériel vidéo et de télévision, mais aussi 290 litres de carburant, Gerard Moss, Brésilien d’origine suisse, a réalisé en 2001 le premier tour du monde en motoplaneur et en solitaire, soit 55 000 km (40 pays survolés).

## Aeromot AMT 100 Ximango
Le groupe brésilien Aeromot racheta les droits et l’outillage de production du RF-10 en 1985. Tandis que des techniciens d’Aerostructure supervisaient le transfert de l’outillage à Porto Alegre et assuraient la formation des ouvriers brésiliens, un concours national fut lancé pour trouver un nom au motoplaneur. Le Ximango, faucon que l’on rencontre dans la pampa du sud du Brésil à la Cordillère des Andes, fut choisi. Après avoir subi quelques modifications, la version brésilienne du RF-10 commença à sortir d’usine en 1986. Depuis la firme Aeromot a développé de nouvelles versions: L'AMT 200S a été choisi pour équiper l'USAF Academy.